# جون ر. ليوبولد
جون ر. ليوبولد (بالإنجليزية: John R. Leopold)‏ هو سياسي أمريكي، ولد في 4 فبراير 1943 في فيلادلفيا في الولايات المتحدة. حزبياً، نشط في الحزب الجمهوري. وقد انتخب عضو مجلس النواب لولاية ماريلند وانتخب عضو مجلس النواب في هاواي.